# Licuala nana
Licuala nana är en enhjärtbladig växtart som beskrevs av Carl Ludwig von Blume. Licuala nana ingår i släktet Licuala och familjen Arecaceae.
Artens utbredningsområde är Sumatera. Inga underarter finns listade i Catalogue of Life.